# Кулаков, Павел Никифорович
Павел Никифорович Кулаков (1915 — 1991) — советский военнослужащий, кавалер шести орденов Отечественной войны, гвардии полковник, замполит.

## Биография
Призван на службу в 1936 в качестве старшего политрука РККА военкоматом Дербетовского района Сталинградской области. Участник Отечественной войны с октября 1941 до мая 1945, служил в 121-м танковом полку 60-й танковой дивизии, 35-м гвардейском тяжёлом танковом полку прорыва, 141-м отдельном танковом полку бронетанковых и механизированных войск 8-й гвардейской общевойсковой армии 3-го Украинского фронта, 395-м гвардейском тяжёлом самоходно-артиллерийском полку 50-й армии 3-го Белорусского фронта, Победу встретил на территории поверженного Третьего рейха в Кёнигсберге. В мае 1945 полк, в котором служил заместителем командира по политической части, был переброшен на Дальний Восток, где с 6 июня того же года вступил в войну с Японской империей. После капитуляции Японии и пленения Квантунской армии остался проходить воинскую службу на Дальнем Востоке. С 1947 работал в Риге военным представителем на заводе, с 1949 служил в Белорусском военном округе, с 1954 в Староконстантинове, с 1955 в Павлодаре заместителем городского военного комиссара. Параллельно учился на курсах при Краснознамённом Военно-политическом училище имени М. В. Фрунзе в Горьком в 1947, а также на курсах в Ленинградском дважды Краснознамённом Военно-политическом училище имени Ф. Энгельса в 1954 году.

### Звания
- гвардии подполковник;[1]
- гвардии полковник.

### Награды
- орден Красного Знамени;
- орден Александра Невского;
- шесть орденов Отечественной войны: 1-я степень — 8 февраля 1943, 2-я степень — 14 декабря 1944, 1-я степень — 10 апреля 1945, 2-я степень — 7 мая 1945, 1-я степень — 12 июня 1945, 1-я степень — 11 марта 1985;
- орден Красной Звезды;
- медали.